# Anselme Razafindrainibe
Anselme Razafindrainibe (né en 1956 et mort à Antananarivo en 2011) est un auteur de bande dessinée et dessinateur de presse malgache.

## Biographie
Présent dans la plupart des journaux d'Antananarivo à partir du début des années 1980, Anselme fonde en 1985 avec ses frères Rado, Aimé Razafy et d'autres l'Association des bédéistes malgaches (Adama) qui publie à partir de 1986 l'hebdomadaire satirique Sarigasy, censuré en 1989. Razafindrainibe travaille ensuite pour une agence de l'ONU, ce qui lui inspire son premier album, Retour d'Afrique, en 1999.

## Publications
- Retour d'Afrique, Centre du Monde, 1999.
- Putain d'Afrique, Éditions L'Harmattan, 2011.